# 巢小良
巢小良（1964年6月—），男，中华人民共和国外交官，曾任中华人民共和国驻萨摩亚独立国特命全权大使。

## 生平
1986年，进入中华人民共和国外交部工作，先后在外交部档案馆、外交部办公厅、外交部台湾事务办公室、驻埃塞俄比亚大使馆、驻美国大使馆任职，后升任外交部香港澳门台湾事务司参赞。2005年，挂职贵州省安顺市平坝县副县长。2006年，任驻巴布亚新几内亚大使馆参赞。2009年，任外交部机关党委参赞。2010年，任国务院台湾事务办公室港澳局副局长。2012年，改任法规局副局长。2014年2月，出任中华人民共和国驻清迈总领事。2016年7月，出任中华人民共和国驻拉各斯总领事。2019年4月，出任中华人民共和国驻萨摩亚大使。2023年12月，自驻萨摩亚大使离任。